# 阿普林 (阿肯色州)
阿普林（英語：Aplin）是位於美國阿肯色州佩里縣的一個非建制地區。該地的面積和人口皆未知。

## 地理
阿普林的座標為34°58′26″N 92°58′44″W / 34.97389°N 92.97889°W，而該地的平均海拔高度為104米（即341英尺）。